# Hip-hop LGBT
Pour des articles plus généraux, voir Hip-hop et Musique LGBT.
Le hip hop LGBT, aussi connu sous les noms homo hop ou queer hip hop, est un genre de musiques hip-hop dont les artistes et performeurs sont issus du milieu LGBT. Il a été décrit comme étant « un mouvement général de fans et MCs gay hip-hop déterminés à participer à leur revendication dans un genre trop souvent associé à l'homophobie et des paroles anti-gay ». Le hip hop LGBT en tant que genre n'appartient pas, en soi, à un style spécifique ; les artistes peuvent simultanément être associés à tous les autres sous-genre de hip hop, ou peuvent aussi faire de la musique qui ne relève pas totalement de ce genre. Au contraire, il est défini par l'engagement avec la culture LGBT dans des domaines divers, tels que les thèmes des chansons ou l'identité visuelle de l'artiste et de la présentation,. Les artistes se réclamant (ou ayant été étiquetés) comme faisant partie de ce genre peuvent avoir des perceptions différentes sur ce que sous-tend cette terminologie. Certains ont perçu le phénomène comme un outil important pour la promotion de la visibilité des LGBT dans la musique populaire, tandis que d'autres ont critiqué la ghettoïsation de leur musique comme un intérêt de « niche ». En outre, le hip hop LGBT est représenté non seulement dans la musique et rap hip hop, mais aussi à travers le graffiti et le breakdancing. De même, les auteurs de graffitis LGBT utilisent cette forme d'art comme expression de soi et autonomisation. Cependant, ces artistes graffeurs brisent l'emprise hégémonique des rôles de genre sexistes et la promotion hétérosexuelle. Grâce à leur travail, le queer graffiti interrompt le paysage du public hétérosexuel.

## Histoire
Le genre est apparu dans les années 1990 comme mouvement clandestin, en particulier dans l’État américain de Californie, en partie en réaction à l'acceptation généralisée de l'homophobie dans les paroles des artistes hip-hop tels que Eminem. Initialement inventé par Tim'm T. West de Deep Dickollective, le terme « homo hop » ne signifiait pas un genre distinct de musique, mais existait simplement pour servir d'outil de développement communautaire et de promotion pour les artistes LGBT.
Deep Dickollective, ainsi que de nombreux autres artistes LGBT hip-hop de couleur, sont allés au-delà du fait de rapper à propos de la sexualité, mais l'ont fait aussi à propos de la race, du genre et de la lutte des classes. Parce que l'histoire du hip-hop concerne l'expression de soi et les minorités parfois invisibles, le LGBT Hip Hop fait la même chose pour les individus issus de la communauté LGBT. Il va à l'encontre de l'idée selon laquelle le hip hop est une industrie purement hétérosexuelle. Les concepts de la masculinité et de la féminité sont redéfinis quand un artiste de la communauté LGBT s'exprime à travers des formes Hip Hop. Dans une interview de 2001 dans SFGate.com, West a élaboré les objectifs du mouvement :
Le genre a reçu une importante publicité grand public en 2002 et 2003, lorsque Caushun a été largement rapporté comme étant le premier rappeur ouvertement LGBT à signer sur un label majeur, bien que Caushun a été révélé plus tard comme ayant reçu un coup de publicité conçu par le musicien hétérosexuel Ivan Matias.
Les faits marquants des années 2000 comprenaient le PeaceOUT World Homo Hop Festival, qui a été fondé en 2001 et le film documentaire de 2006 Pick Up the Mic. Cependant, certains critiques musicaux de cette époque ont rejeté le genre pour avoir trop souvent sacrifié la qualité musicale en faveur d'un agenda politique "didactique".
Le rappeur LGBT ayant connu le plus grand succès commercial dans les années 2000 est Cazwell, qui a émergé comme artiste populaire dans les clubs de danse gay et a, à ce jour, été recensé dans six top 40 hits de Billboard pour Hot Dance Club Songs, avec un style hybride pop-rap décrit ainsi : « if Biggie Smalls ate Donna Summer for breakfast ». Cazwell a décrit sa philosophie de musique ainsi : « créez votre propre espace, votre propre musique et les gens viendront à vous » et il a déclaré, dans des interviews, qu'il a obtenu beaucoup plus de succès en « brisant » les règles de l'industrie du hip-hop qu'en tentant de poursuivre le succès grand public avec le duo hip hop Morplay des années 1990.

## Évolution

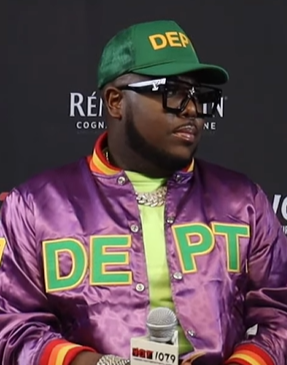
Saucy Santana en 2022

LGBT hip-hop prend ses racines dans le mouvement underground du rap homosexuel californien des années 1990, à un moment où l’homosexualité commençait à être acceptée dans la sphere publique. Tout s’accélère pour le mouvement en 2002 quand Caushun, le premier rappeur ouvertement LGBT, signe son premier contract professionnel.
Au début des années 2010, une nouvelle vague de musiciens ouvertement LGBT hip-hop a commencé à émerger, stimulée en partie par la visibilité accrue et l'acceptation sociale des personnes LGBT, le coming-out des stars du hip -hop tels que Azealia Banks et Frank Ocean, et la création de chansons positives envers la communauté LGBT par des artistes hétérosexuels tels que  Murs, Macklemore, et Ryan Lewis.
Bien inspiré et habilité par le mouvement homo hop, cette nouvelle génération d'artistes a suscité une couverture médiatique grand public et a été en mesure d'utiliser plus largement les réseaux sociaux pour augmenter leur audience, et n'a donc pas besoin de compter sur l'ancien modèle de homo-hop. Beaucoup de ces artistes ont également été fortement influencés par la culture LGBT afro-américaine,. En conséquence, un grand nombre de nouveaux artistes ont été identifiés dans la couverture médiatique avec la nouvelle étiquette « hip hop queer » au lieu de « homo hop ».
En mars 2012, Carrie Battan de Pitchfork a profilé Mykki Blanco, Le1f, Zebra Katz et House of LaDosha dans un article intitulé « We Invented Swag: NYC Queer Rap » à propos « d'un groupe d'artistes de NYC brisant les idées sur lesquelles repose l'identité du hip-hop ».
En octobre 2012, Details a profilé plusieurs artistes de hip hop LGBT en déclarant qu'ils «changeaient de façon indélébile le visage et le son du rap ».
En mars 2014, le webmagazine Norient.com a publié un premier aperçu des vidéos de queer hip-hop dans le monde entier. L'article parle des sujets, de l'esthétique et des défis des LGBT hip hop en Angola, Argentine, Cuba, Allemagne, Israël, Serbie, Afrique du Sud et États-Unis.

## Critiques
Certains artistes, cependant, ont critiqué le genre comme étant une étiquette arbitraire qui peut potentiellement limiter l'audience de l'artiste et peut ne pas correspondre effectivement à leurs objectifs artistiques ou leurs aspirations de carrière. En 2013, Brooke Candy a dit dans The Guardian:
Un artiste non spécifié a refusé d'être interviewé pour The Guardian, en déclarant qu'il préférait être connu comme étant un rappeur plutôt que comme étant un « rappeur gay ».
D'autres artistes ont été plus circonspects à propos de cette dichotomie. Dans le même article, le rappeur britannique RoxXxan a déclaré dans The Guardian : « je veux être perçu comme 'RoxXxan', mais si les gens me qualifient comme étant un rappeur gay, je ne suis pas offensé. » Nicky Da B a dit dans Austinist : « Fondamentalement, je joue pour une foule LGBT, mais aussi pour tout le monde. Beaucoup de rappeurs de bounce sont gay ».